# Тифата
Тифата (Tifata) e планинска местност, обрасла с дъбове на изток от южноиталианския град Капуа в Кампания, Италия.
Най-високото възвишение е Monte Tifata с 602 м височина. На западния склон се намирал храм на Дияна Тифатина (Diana Tifatina), на източния склон храм Юпитър Тифатин (Iuppiter Tifatinus).
В тази местност бандитски банди намирали убежище.
Ханибал е отсядал в този район. 
През 83 пр.н.е. диктаторът Сула побеждава тук консула Гай Норбан.